# شهرستان گرنت (ویرجینیای غربی)
شهرستان گرنت، ویرجینیای غربی (به انگلیسی: Grant County, West Virginia) یک سکونتگاه مسکونی در ایالات متحده آمریکا است که در ویرجینیای غربی واقع شده‌است.

## خصوصیات
شهرستان گرنت ۱٬۲۴۳٫۲ کیلومترمربع مساحت دارد.